# Oxycilla
Oxycilla is een geslacht van vlinders van de familie spinneruilen (Erebidae), uit de onderfamilie Calpinae.

## Soorten
- O. basipallida Barnes & McDunnough, 1916
- O. malaca Grote, 1873
- O. mitographa Grote, 1873
- O. ondo Barnes, 1907
- O. tripla Grote, 1895